# يفهين تشيريبكو
يفهين إيهوروفيتش تشيريبكو (بالأوكرانية: Євген Ігорович Чеберко) هو لاعب كرة قدم أوكراني في مركز الوسط ولد في يوم 23 يناير 1998 في ميليتوبول في أوكرانيا. يلعب حالياً مع نادي لاسك لينتس النمساوي وسبق له اللعب مع ناديي دنيبرو دنيبروبتروفسك وزوريا لوهانسك. في سنة 2020 بدأ باللعب مع منتخب أوكرانيا لكرة القدم ويبلغ طوله 184 سم.